# Fun Down There
Fun Down There é um filme de drama estadunidense de 1989 dirigido e escrito por Roger Stigliano. Estrelado por Yvonne Fisher, Martin Goldin e Nickolas B. Nagourney, estreou no Festival Internacional de Cinema de Berlim em fevereiro de 1989.

## Elenco
- Yvonne Fisher - Sandy
- Martin Goldin - Angelo
- Nickolas B. Nagourney - Joseph
- Jeanne Smith - Judy Fields
- Gretchen Sommerville - Greta
- Betty Waite - Mrs. Fields
- Harold Waite - Mr. Fields
- Michael Waite - Buddy Fields